# Omus
Omus (лат.) — род жуков-скакунов из подсемейства Cicindelinae (подтриба Megacephalina). Северная Америка.

## Распространение
Встречаются на западном побережье в Северной Америке: США, Канада.

## Описание
Бескрылые жуки-скакуны среднего размера с крупными глазами, относительно стройным телом (внешне сходным с жужелицами Carabus) и длинными ногами. Надкрылья без бороздок. Основная окраска тела чёрная. Ночной вид, наземный хищник. Большинство видов встречаются в подстилочным слое дождевых лесов умеренного климата, но некоторые встречаются в более сухих лесах. Биология и жизненный цикл малоизучены.

## Классификация
Род Omus включён в подтрибу Megacephalina Laporte, 1834 в составе трибы Megacephalini.
- Omus ambiguus Schaupp, 1884
- Omus angustocylindricus W. Horn, 1913
- Omus audouini Reiche, 1838
- Omus californicus Eschscholtz, 1829
- Omus cazieri Van den Berghe, 1994
- Omus dejeanii Reiche, 1838
- Omus edwardsii Crotch, 1874
- Omus hornii LeConte, 1875
- Omus intermedius Leng, 1902
- Omus laevis G. Horn, 1866
- Omus laticollis Casey, 1916
- Omus puncitfrons Casey, 1897
- Omus sequoiarum Crotch, 1874
- Omus submetallicus G. Horn, 1868
- Omus tularensis Casey, 1909
- Omus vanlooi Nunenmacher, 1940